# (6536) Vysochinska
(6536) Vysochinska est un astéroïde de la ceinture principale.

## Description
(6536) Vysochinska est un astéroïde de la ceinture principale. Il fut découvert le 14 juillet 1977 à Naoutchnyï par Nikolaï Tchernykh. Il présente une orbite caractérisée par un demi-grand axe de 2,34 UA, une excentricité de 0,20 et une inclinaison de 6,4° par rapport à l'écliptique.

## Compléments